# Sarcolaenaceae
Sarcolaenaceae es una familia de plantas endémica de Madagascar. La familia incluye 40 especies de árboles y arbustos perennes distribuidas en diez géneros.
Recientes estudios de ADN indican que  Sarcolaenaceae está hermanado con la familia  Dipterocarpaceae de África, Suramérica, India, sur de Asia y Malasia.

## Géneros
- Eremolaena
- Leptolaena
- Mediusella
- Pentachlaena
- Perrierodendron
- Rhodolaena
- Sarcolaena
- Schizolaena
- Xerochlamys
- Xyloolaena